# 松野礀
松野 礀（まつの はざま / かん、英: Hazama Johannes Matsuno、1847年4月21日〈弘化4年3月7日〉 - 1908年〈明治41年〉5月14日）は、日本の林学者、林学教育者。東京山林学校初代校長兼教授。旧長州藩臣。ドイツ留学を経て日本への山林科学・林学導入と人材養成の基礎作りに貢献した。配偶者はベルリン出身の松野クララ。

## 経歴
長門国美祢郡大田村（現・山口県美祢市美東町大田）にて，長州藩郷士大野徳右衞門の四男（第七子）として生まれる。幼名は常松。一時他家の養子となったが復籍、以後義兄の医師長松幹の家で育てられた。万延元年（1860年）まで、郷士羽仁藤左衛門より和漢学を習い、文久元年（1861年）より山口にて藩儒岡守節等に就いて漢学を修業する傍ら、義兄に倣って医業を志し、蘭方医坪井信友（二代信道）に就いて初めて蘭学を学んだ。大政奉還後の慶応3年末（1868年1月）、赦免された三条実美等五卿に随行する義兄とともに上洛、大阪の医師の学僕となった。
明治2年（1869年）、広沢兵助の紹介で、明治天皇の東京行幸に供奉する侍医伊東方成より入門許可を約された上で、脱藩東上した（以後、脱藩者の変名使用の通例に倣い、義兄長松と生家大野から採って「松野」と称したという）。東京では伊東塾で修業する傍ら、さらに伝手を得て開成学校教師カデルリー Jacob Kaderly 及びドイツ公使館通訳官ケンペルマン Peter Kempermann（独語） に就いてドイツ語初歩を学んだ。

### ドイツ留学
明治3年10月（1870年11月）、奥羽越列藩同盟盟主・輪王寺宮が蟄居後に伏見宮（通称伏見満宮、のち北白川宮能久親王）として復帰し、有栖川宮熾仁親王邸に同居を命じられた際、従来の付人を廃して洋学に通じた人員に代えることとなり、新たな家従として丹羽純一郞（のち織田純一郞）と松野が推挙の上抜擢された。翌月、伏見満宮のプロイセン王国（普仏戦争下；1871年1月ドイツ帝国成立）への留学が達せられると、丹羽・松野も随行を命じられ、同年12月3日（1871年1月23日）に横浜港を出航、アメリカ経由で英国を経て、翌年3月にベルリンに到着した。なお、横浜出港時には他に東伏見宮嘉彰親王・華頂宮博経親王や西園寺公望、少弁務使として渡米赴任する森有礼らが同船していた。
ベルリンでは当初伏見満宮とともに普通学を学んだが、満宮のプロイセン陸軍大学校入学とともに、身分は官費留学生に切り替えられた。同郷の先輩留学生靑木周藏の提案により林学専攻を決意、バートハルツブルクで現地森林官から予備知識を得た後、1872年10月にエーベルスヴァルデ高等森林専門学校 Forstakademie Eberswalde に入学した。
1873年3月、官費留学生の実態調査を兼ねていた岩倉使節団がベルリンに到着すると、在独留学生80余名に専攻学科を提出させた。その際、岩倉具視・大久保利通・木戸孝允らに林学の説明を求められた松野は、青木とともにその国家的必要性を開陳、それが功を奏して官費留学の継続に便宜が図られたという（同年12月末に文部省は海外留学生の「悉皆帰朝」を命じた）。

### 内務省御用掛として
1875年（明治8年）6月卒業、8月に帰国すると、大久保内務卿より内務省地理寮雇（地理頭杉浦譲）を命じられ、山林課に配属。
1876年（明治9年）6月より地理寮御用掛、1877年（明治10年）1月より内務省御用掛（いずれも准判任）を命じられ、官等外の専門職員として従事。山林課では、緒方道平（緒方竹虎の実父）らとともにプロイセン流の「官林調査仮条例」制定と官林の実態調査及び直営伐採事業に携わった。
1877年（明治10年）末、西南戦争に伴う財政難にもかかわらず、松野が林業の人材育成を念頭に提案した樹木試験場設置が裁可される。北豊島郡西ケ原村の土地が試験場用地として買い上げられ、翌年3月に試験場事業を開始。1879年（明治12年）5月に地理局山林課が山林局（局長桜井勉）として独立設置されると、松野は本課林制掛兼試験場掛としてさらに土地買収を進め施設を建築整備し、事業拡大を図った。
なお、1876年（明治9年）12月には、帰国前に婚約したベルリン在住のクララ・チーテルマン（同年8月来日）との国際結婚が正式に許可された。

### 東京山林学校を設立
1881年（明治14年）4月に新設された農商務省への山林局移管とともに、松野も農商務省御用掛（6月より准奏任）に任じられる。初代農商務卿河野敏鎌が明治十四年の政変でまもなく下野、後継の西郷従道に具申した松野の山林学校設立案が了承されると、7月には学務課長（武井守正山林局長のもと12月以降は権少書記官）に就任。1882年（明治15年）3月に学務課事務は西ケ原村の樹木試験場に移され、教室・寄宿舎を整備新築、一般課程の講師派遣を東京大学へ委嘱した。同年11月に樹木試験場を付属として東京山林学校が開設され（12月開校）、松野は校長兼教授に任じられた。
その後も、1886年（明治19年）7月に東京農林学校林科教授（東京山林学校・駒場農学校が合併）を務め、さらに1890年（明治23年）6月の帝国大学農科大学への改編後も教授に任じられたが、同年12月には非職を命じられる。原因は管理能力不足及び講義に不満をもつ学生等による辞職勧告騒動とされる。
以後、教育分野からは離れ、林務官（長野大林区署長・東京大林区署長）となり、農商務技師（山林局林業課長）などを経て、1905年（明治38年）に農商務省山林局林業試験所（東京府目黒村；現在の国立研究開発法人森林研究・整備機構）所長に就任、死去するまで在任した。
享年62。墓所は青山霊園。

## 松野記念林と記念碑
1908年（明治41年）5月の松野の死後、門下生らを発起人として、その功績を顕彰する記念事業の寄付金集めが開始された。1909年（明治42年）7月の発起人総会において記念碑建立と記念林用の土地購入（東京帝国大学農科大学所属清澄演習林内）が決定され、東京帝国大学総長浜尾新名義の許可を経て、1910年（明治43年）9月までに「松野記念林」が選定され、隣接する切通に「松野先生記念碑」が建立された。ただし、今日において、松野記念林の範囲及び面積を明示した資料は見当たらず、南沢スギ林を主体とする区画と推定されている。

## 著書
- 『木曽森林問答』1881年（共著：山本清十）
- 『林制一班』1892年

## 栄典
位階
- 1882年（明治15年）2月17日 - 正七位
- 1884年（明治17年）3月29日 - 従六位
- 1896年（明治29年）12月25日 - 正六位
- 1905年（明治38年）4月10日 - 従五位
- 1908年（明治41年）5月14日 - 正五位

勲章
- 1896年（明治29年）9月8日 - 勲六等単光旭日章
- 1903年（明治36年）6月26日 - 勲五等瑞宝章
- 1908年（明治41年）5月14日 - 勲四等瑞宝章

外国勲章佩用允許
- 1886年（明治19年）1月20日 - ドイツ帝国プロイセン王冠第三等勲章